# Dayami Lozada
Dayami Lozada Toledo (Cuba, 4 de abril de 1977 - Cancún, Quintana Roo, 27 de novembro de 2021) mais conhecida como Barbie Salsa foi uma cantora, compositora e dançarina cubana.